# Kosilenzien

Lage von Kosilenzien innerhalb der Stadt Bad Liebenwerda

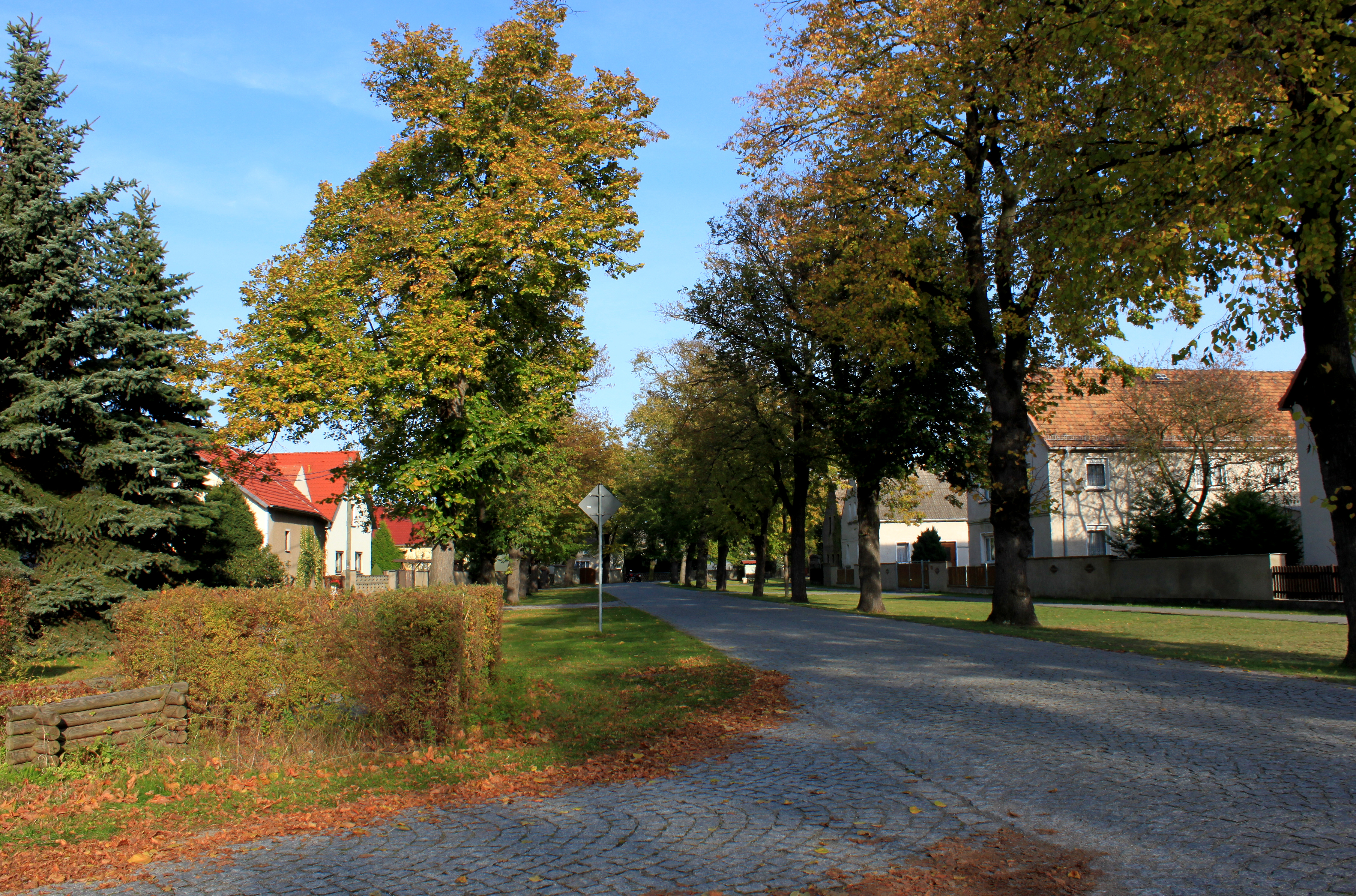
Blick in die Dorfstraße

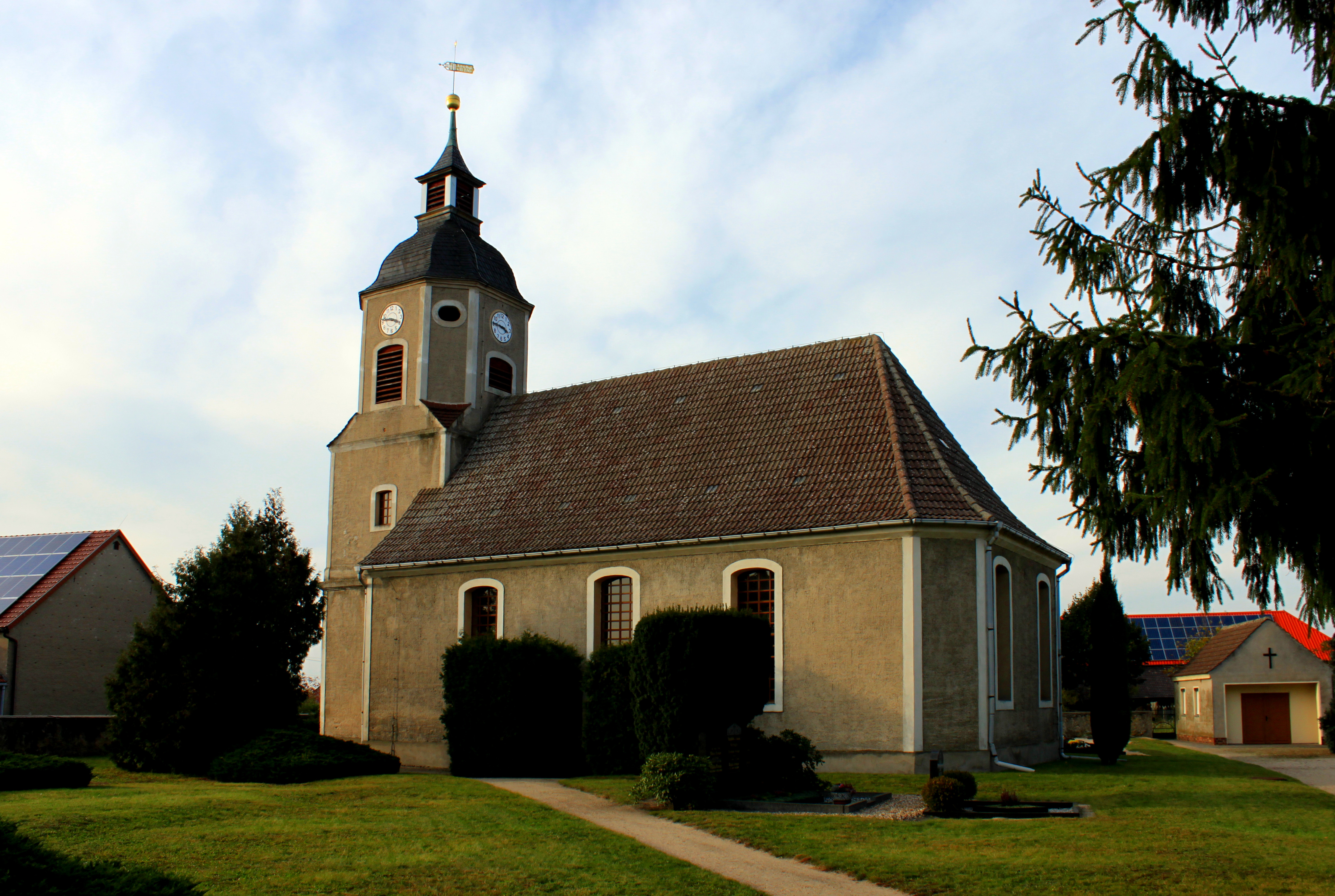
Kirche mit Friedhof

Kosilenzien ist ein Ortsteil der Stadt Bad Liebenwerda im Landkreis Elbe-Elster in Brandenburg und liegt etwa 15 km südlich der Stadt unweit der Grenze zu Sachsen am Rande des Ziegrams, einem einstigen rund 1000 Hektar großen Moor-, Sumpf- und Torfgebiet. Im Westen des Ortes ist das Waldgebiet Grüne Heide zu finden.
Der Ort hat 218 Einwohner (Stand: 31. Dezember 2016) und wurde 1993 eingemeindet.

## Geschichte

Kosilenzien auf einer geschichtlichen Karte des Kreises Liebenwerda (1910).

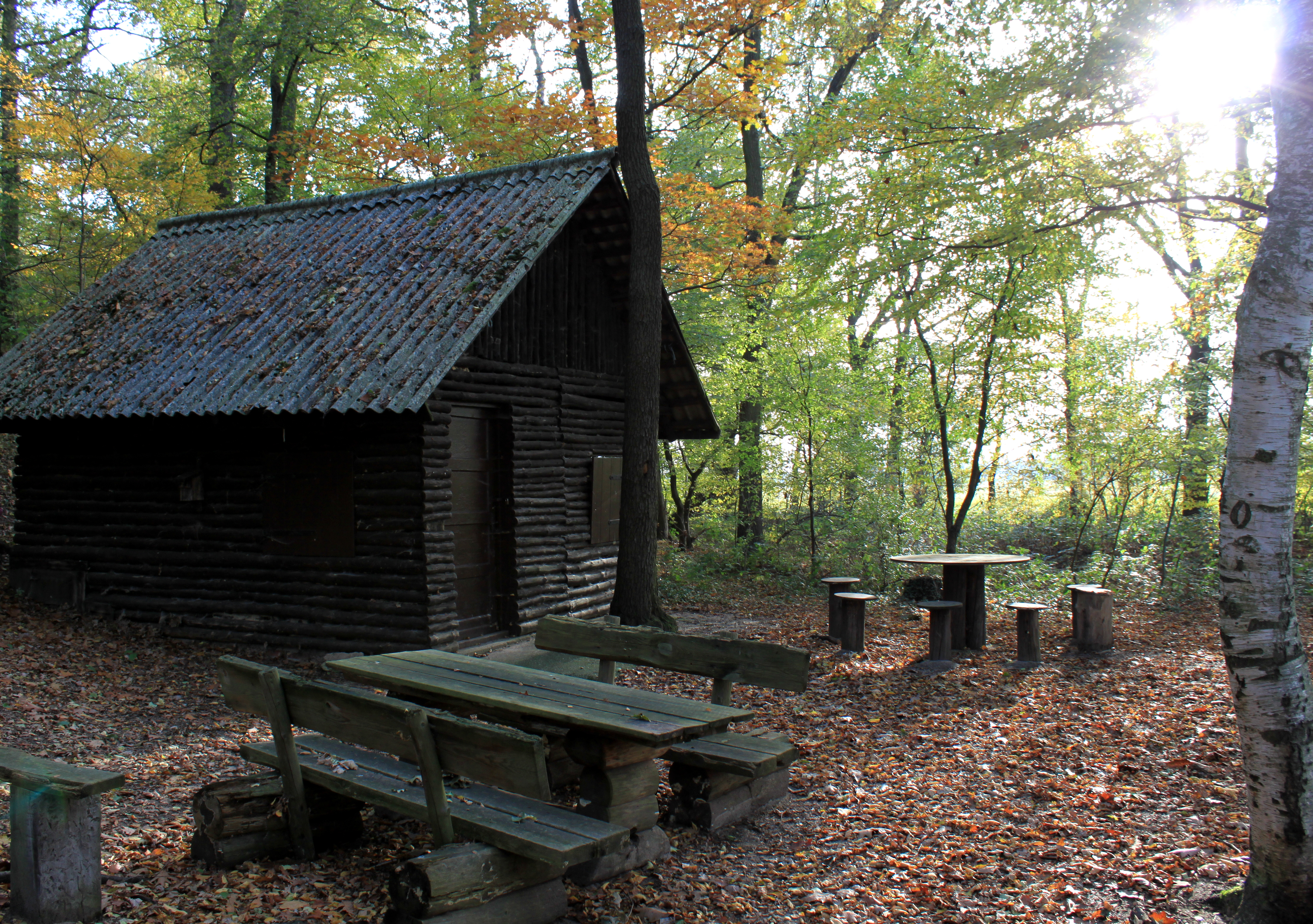
Platz vor dem Burgwall bei Kosilenzien

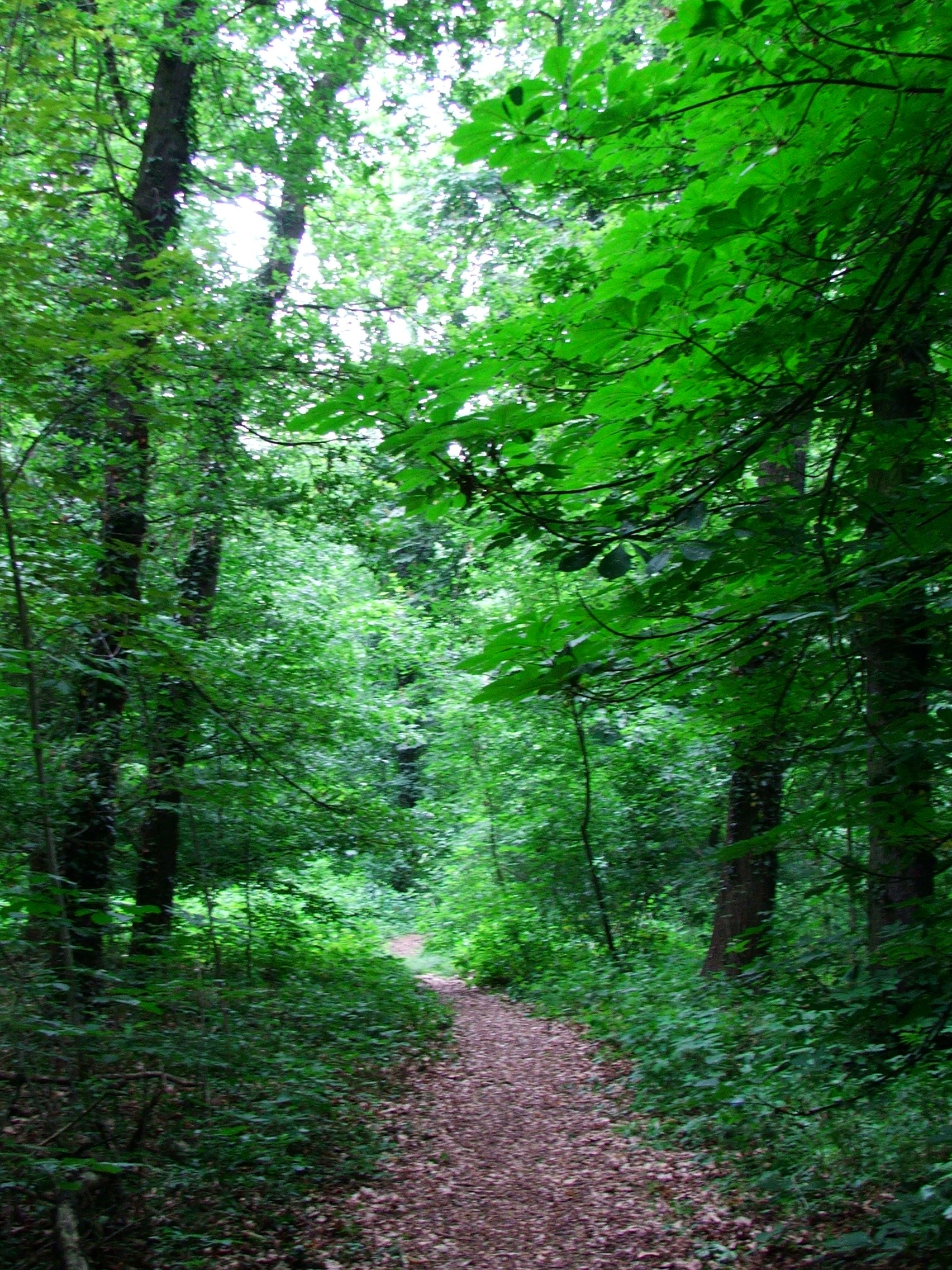
Weg durch den Burgwall

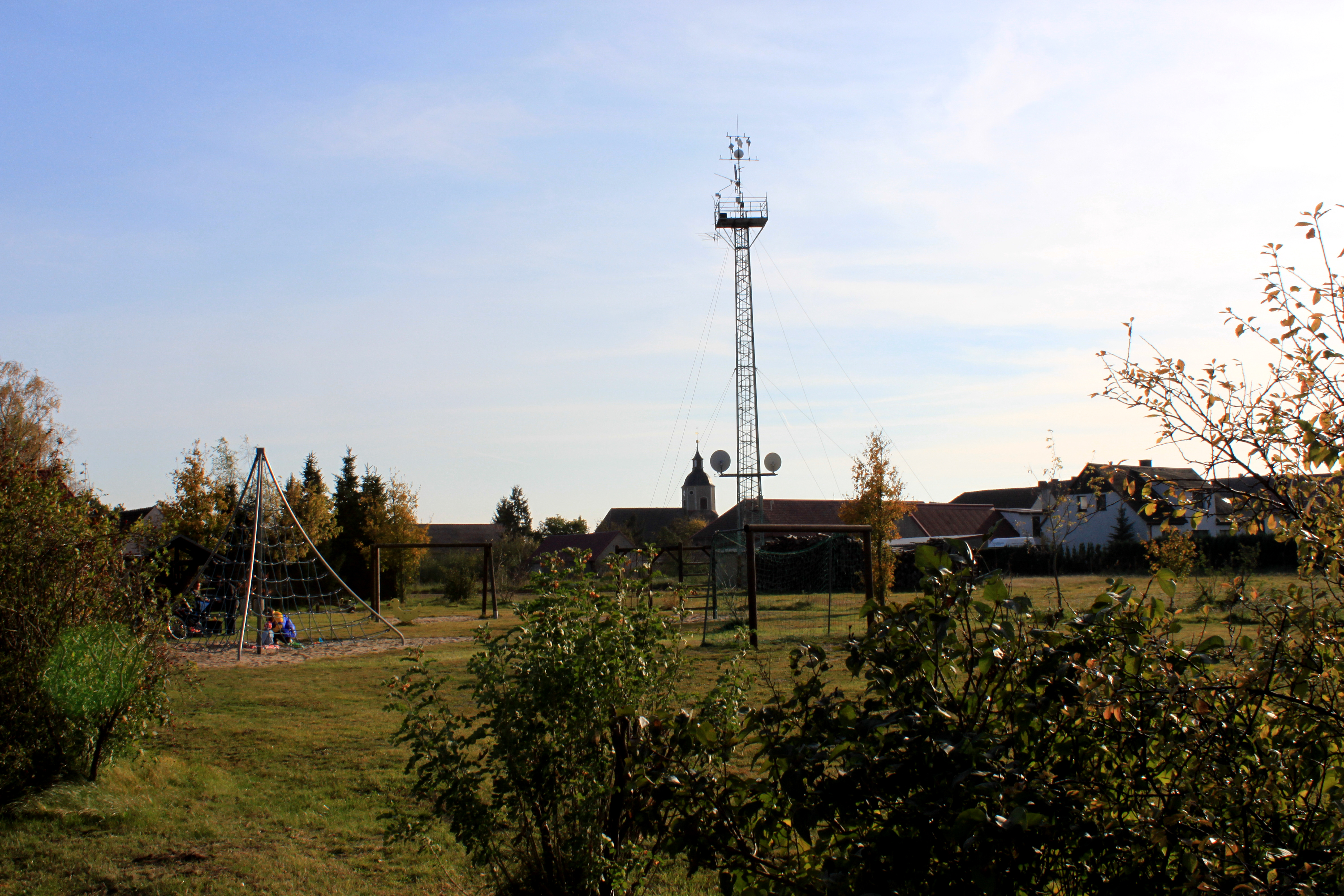
Sport- und Spielplatz

### Entwicklung des Ortsnamens
Der Ort hatte im Laufe der Geschichte verschiedene Ortsnamen und Schreibweisen,
1408 Kasselow
1422 Koselbitz
1443 Kaselwitz
1457 Kosilwitz
1501 Caselitz, Caselentz
1529 Kas(s)elentz, Koselentz
1550 Casilentz, Kasilenttzchen
1575 Koselentz, Koselentzigen
1590 Koselentzgen
1602 Cosilenzien.
In der Vielfalt der Schreibweisen bleibt die Grundform Kozlov-ici, „Leute des Kozel“ klar erkennbar. Kozol (Niedersorbisch, Westslawisch), Kòzol – der Ziegenbock.

### Ortsgeschichte
In der Zeit zwischen später Bronzezeit und früher Eisenzeit entstand in der Nähe des Ortes ein Burgwall als Flieh- oder Schutzburg. Diese Erdburg maß ungefähr 400 Meter im Oval. Den Burgwall nutzten in späterer Zeit germanische und slawische Stämme. Am Rande des jetzigen Dorfes befindet sich außerdem ein Gräberfeld mit Urnen und Beigefäßen.
Der Ort entstand ungefähr um 1400 als Straßendorf. 1597 erfolgte der Bau der ersten Kirche im Ort. Während der Napoleonischen Kriege litten 1812 die Bauern unter ständigen Einquartierungen durchziehender Truppen. Am 16. April des gleichen Jahres vernichtete ein Großbrand mehrere Gehöfte, die Schule und die alte Kirche. Der anschließende Neubau der Kirche stürzte 1816 noch unvollendet ein. 1817 begann der Bau der heutigen Kirche, in welcher 1870 eine große und eine kleine Glocke im Kirchturm angebracht wurden. 1918 wurde die kleine Glocke zu Kriegszwecken abgenommen.
1921 erfolgte die Aufhängung einer neuen kleinen Glocke und 1939 wird die neu erbaute Schule bezogen. 1942 wurde die große Glocke für Kriegszwecke verwendet.
Später erfolgten weitere Baumaßnahmen im Ort. So restaurierte man 1955 den Innenraum der Kirche, installierte 1956 eine neue große Glocke, baute 1963 ein Feuerwehrhaus. 1972 erfolgte der Bau der ersten Stallanlage sowie die Errichtung der Burgwallhütte. 1975 wurde ein neues Konsumgebäude errichtet, welches heute den Jugendclub beherbergt, und 1988 entstand ein Mehrzweckgebäudes als Dorfgemeinschaftshaus.
Nach der Wende erfolgten in Kosilenzien zahlreiche Umbauten. Es wurden die Dorfstraße, die Gehwege und die Dorfbeleuchtung erneuert sowie Wasser- und Abwasserleitungen verlegt.
Am 6. Dezember 1993 wurde Kosilenzien in die Stadt Bad Liebenwerda eingemeindet.
Ende Juni 2022 musste der Ort aufgrund eines großen Wald- und Flächenbrandes, der in der benachbarten Gohrischheide ausgebrochen war und sich schließlich auf ca. 800 ha Fläche in Sachsen und Brandenburg ausdehnte, vorübergehend evakuiert werden.

### Weitere historische Daten
- Kosilenzien besaß 1835 49 Wohnhäuser mit 299 Einwohnern 54 Pferde, 232 Stück Rindvieh, 380 Schafe, 5 Ziegen und 46 Schweine.[6]
- Dem Ersten Weltkrieg fielen 16 Einwohner zum Opfer.
- Dem Zweiten Weltkrieg fielen 18 Einwohner zum Opfer.

### Bevölkerung
Kosilenzien war schon immer ein reines Bauerndorf und da früher der Schwarzgraben, die heutige Kleine Röder, noch wild durch den Ziegram floss, besaßen einige Bauern Kähne, die an der Kahngasse festgemacht wurden.
Mit Beginn der Industrialisierung fanden die Bewohner des Dorfes Lohn und Brot in Gröditz, Liebenwerda, Mühlberg/Elbe und in der Zuckerfabrik Brottewitz.

## Kultur und Sehenswürdigkeiten
Ein vor etwa 3000–4000 Jahren im Ziegram angelegter Burgwall zählt heute zu den Bodendenkmälern im Landkreis Elbe-Elster. Direkt am neu erbauten Radwanderweg gelegen, lädt er zum Verweilen, Entspannen und auch zum Entdecken ein. Hier sind viele seltene Tier- und Pflanzenarten beheimatet.
Seit 1979 gibt es das Burgwallfest am Pfingstwochenende. Alljährlich treffen sich viele Verwandte, Freunde und Bekannte immer zu Pfingsten am Burgwall.